# 22992 Susansmith
22992 Susansmith (1999 VR65) là một tiểu hành tinh vành đai chính được phát hiện ngày 4 tháng 11 năm 1999 bởi nhóm nghiên cứu tiểu hành tinh gần Trái Đất phòng thí nghiệm Lincoln ở Socorro.